# ابراهیم بن عبده
ابراهیم بن عبده نیشابوری (زنده در 256 ق)، محدث شیعه و نماینده (وکیل) امام حسن عسکری در شهر نیشابور و ربع نیشابور بوده‌است. 

## اصالت ایرانی
ابراهیم جزء معدود یارانِ ایرانی و غیر عربِ امام حسن عسکری به شمار می‌آید. 

## در منصب وکالت
وکالت او بارها طی نامه‌هایی از سوی امام حسن عسکری تأیید شده‌است. 

## وثاقت
پژوهشگران تاریخ اسلام بر این باورند که از متن نامه‌ها و سخنانِ حسن عسکری در بارهٔ جایگاه ابراهیم بن عبده، عدالت و وجاهت و امانت، استباط می‌شود. چند نمونه متن نامه‌های حسن عسکری دربارهٔ ابراهیم بن عبده نیشابوری در کتاب‌های رجال و تاریخ آمده‌است.
او نماینده من است، حقّ و حقوق ما را از شیعیان ما بگیرد و آنان در مراعات تقوا و پرواپیشگی، بسیار بکوشند و حقوق ما را به ما برسانند و آنها را پرداخت نمایند به ابراهیم بن عبده نیشابوری؛ و من به او اجازه دادم با رعایت صلاح و مصلحت، در آنها تصرّف کند. خداوند به او توفیق عطا کند و بر او منّت نهد تا از هر گونه لغزش و تقصیری مصون بماند.
در نامه‌ای خطاب به عبداللّه بن حمدویه بیهقی:
من، ابراهیم بن عبده را به عنوان وکیل و نماینده خود در اخذ وجوهات منصوب نمودم برای اینکه موالیان و شیعیان ما، حقوق واجب ما را به او بدهند و او مورد امانت و وثاقت است و دوستان ما در رعایت تقوا بسیار بکوشند.

## دیدار باامام زمان
همچنین طبق اعتقاد برخی مسلمانان ابراهیم بن عبده دیدار و گفتگویی با آخرین امام شیعیان دوازده امامی محمد بن حسن المهدی داشته‌است.